# 36a Divisió (Exèrcit Popular de la República)
La 36a Divisió va ser una formació militar pertanyent a l'Exèrcit Popular de la República que va lluitar durant la Guerra Civil Espanyola. Va estar desplegada en el front d'Extremadura durant tota la contesa.

## Historial
La unitat va ser creada al maig de 1937, en el Front d'Extremadura. La divisió va ser assignada al VII Cos d'Exèrcit, quedant situada en el front del Tajo. Amb posterioritat la divisió va quedar composta per les brigades 47a, 62a, 104a i 113a, cobrint el front que anava des del riu Algodor fins a Castilblanco. Durant els següents mesos no va intervenir en operacions de rellevància. Al començament de 1938 va cedir dos de les seves brigades —la 62a i 104a— amb les quals es va crear la divisió «Extremadura».
El juliol del 1938 va prendre en els combats de la bossa de Mèrida, durant els quals va sofrir un crebant considerable. A partir de l'11 agost el comandament va ser assumit pel major de milícies José Neira Jarabo. Per a aquestes dates la 36a Divisió, composta per les brigades mixtes 47a, 113a i 148a, va passar a quedar integrada en el VI Cos d'Exèrcit.

## Comandaments
Comandants
- tinent coronel Antonio Bertomeu Bisquert;[6]
- tinent coronel Francisco Gómez Palacios;[7]
- major de milícies José Neira Jarabo;[8]

Comissaris
- Francisco Gil Vallejo, del PCE;[9]
- Dionisio Martín Martínez, del PCE;[10]
- Pedro Yáñez Jiménez, del PSOE;[1]

## Ordre de batalla
| Data               | Cos d'exèrcit adscrit | Brigades mixtes integrades | Front de batalla |
| Maig de 1937       | VII Cos d'Exèrcit     | 47a, 46a, 113a i 104a      | Extremadura      |
| Desembre de 1937   | VII Cos d'Exèrcit     | 47a, 62a, 104a i 113a      | Extremadura      |
| Marzo de 1938      | VII Cos d'Exèrcit     | 47a, 113a i 62a            | Extremadura      |
| 30 d'abril de 1938 | VII Cos d'Exèrcit     | 21a, 47a i 113a            | Extremadura      |
| Juliol de 1938     | VII Cos d'Exèrcit     | 47a, 113a i 114a           | Extremadura      |
| 11 d'agost de 1938 | VI Cos d'Exèrcit      | 47a, 113a i 148a           | Extremadura      |
| Desembre de 1938   | VI Cos d'Exèrcit      | 47a i 113a                 | Extremadura      |